# Broad Bay
Le village de Broad Bay est localisé près de la cité de Dunedin dans l’Île du Sud de la Nouvelle-Zélande.

## Situation
Il est localisé sur les berges du mouillage de Otago Harbour au niveau de la Péninsule d'Otago, dans le sud de l’île du Sud 
Broad Bay est ainsi à 13 kilomètres (8,077825496 mi) vers l’est du centre de la cité de Dunedin mais du fait de la forme de la ligne de côte de la péninsule, le cœur de la cité ne peut pas être vu à partir de Broad Bay.

## Géographie
Une importante pointe nommée Grassy Point, siège entre le village de Broad Bay et celui du bord du mouillage de Company Bay et de Macandrew Bay vers l’ouest.
Le bluff est longé par ‘Portobello Road’, la route qui sinue autour de la berge sud est du mouillage entre l’intérieur de Dunedin et la ville de Portobello, à 2 kilomètres (1,242742384 mi) vers le nord-est de l’établissement de Broad Bay.
Le chemin de marche de Camp Road relie Broad Bay avec le château de Larnach (en)  tout près de la crête de la péninsule.

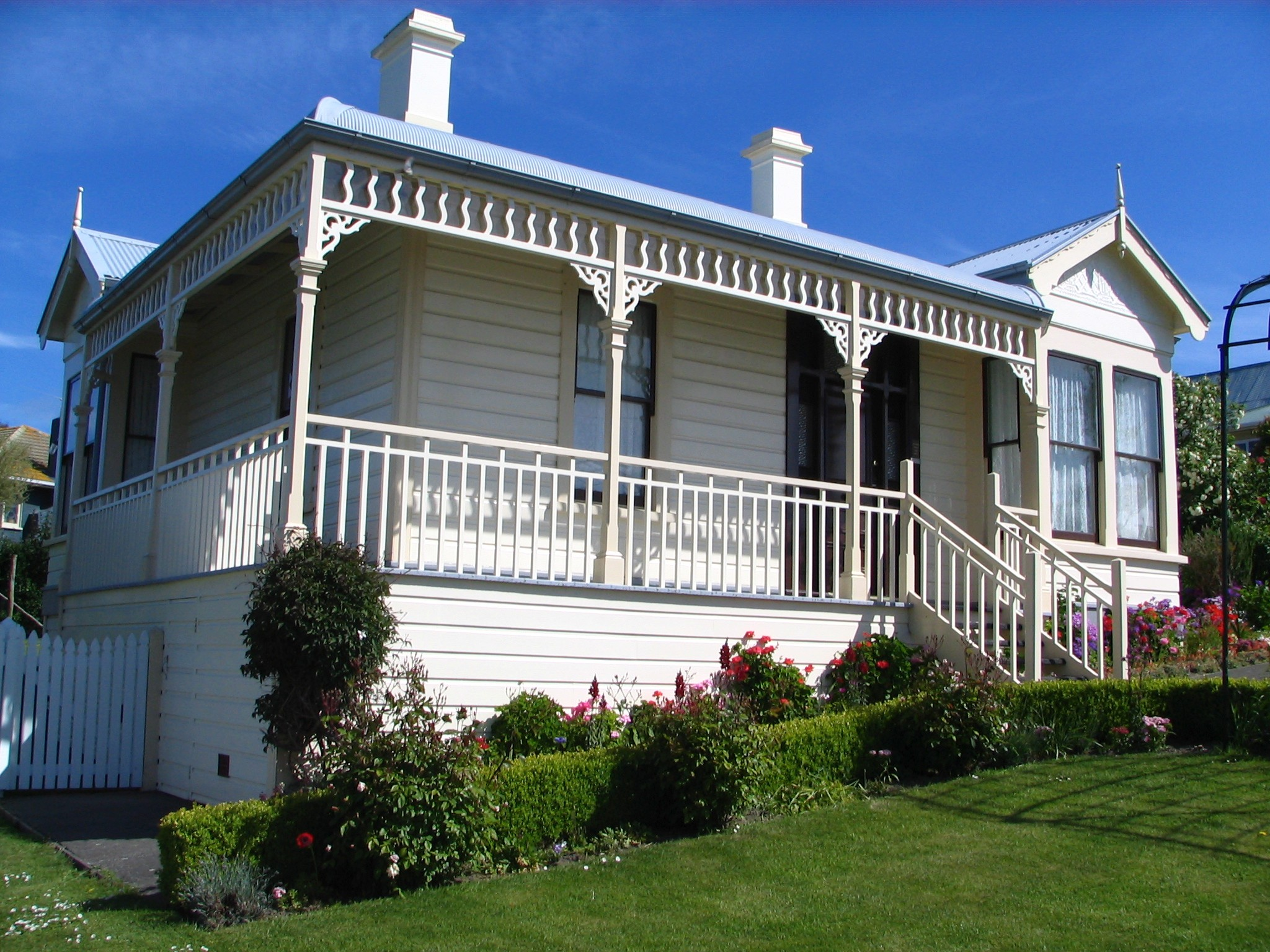
Maison Fletcher en 2008

Broad Bay est située sur la berge d’une baie large (d'où le nom de : « Broad Bay ») avec une baie plus petite située vers le nord-est, nommée « Turnbulls Bay » entre lesquelles se trouve une courte péninsule (sur laquelle est situé le petit cimetière historique du village), qui se termine par un promontoire raide en doigt de gant nommé  « Yellowhead ».
Le pic bien visible de  "harbour cone" (en) au niveau de la péninsule d’Otago, forme l’arrière-plan du village quand il est vu du mouillage.

## Gouvernance
Il est administré comme constituant une partie de la cité de Dunedin, et est techniquement une banlieue de la cité, bien qu’il en soit séparé et de nature semi-rurale, ce qui le fait apparaître comme indépendant et de son propre droit.

## Éducation
Le village a une école nommée « Broad Bay School », assurant tout le primaire avec un décile de 9, qui a un effectif de 43 enfants en 2009, diminuant à 33 élèves en 2018 .

## Caractéristiques
La baie abrite aussi la maison Fletcher (en),listée pour le patrimoine de la Nouvelle-Zélande, qui fut construite en 1909 et restaurée en 1992.
C’était la première maison construite par la société Fletcher Construction (en) fondée par Sir James Fletcher (en).
Comme plusieurs autres villages de la péninsule – comprenant celui de Portobello et de  Macandrew Bay, qui siègent à seulement 3 kilomètres (1,864113576 mi) vers le sud-ouest : Broad Bay est une ville de banlieue servant de dortoir et qui a un style de vie alternatif.
Ces villages ont un fort sens des arts communautaires, que de nombreuses personnes parmi les résidents relient d’une certaine manière avec les arts visuels et de la réalisation.